# Geigelstein
Geigelstein – szczyt w Alpach Chiemgawskich, części Alp Bawarskich. Leży w Niemczech, w Bawarii, przy granicy z Austrią. Szczyt ten jest doskonałym punktem widokowym; widać z niego między innymi: Alpy Berchtesgadeńskie, Kaisergebirge, Großglockner i Karwendel.